# La chica del bastón
La chica del bastón es una serie de televisión producida por Protab para Canal 13 en 1969.

## Argumento
Claudia Peña (Anita Klesky) es una chica que vive recluida desde el accidente que la dejó lisiada y les costó la vida a sus padres. Claudia no recuerda los detalles del accidente, solo sabe que ella conducía y que regresaban de una fiesta. Los padres de Claudia le han dejado una gran fortuna que ambiciona Teresa (Eliana Vidal), una solterona hermana del padre de la chica. El siniestro chofer Emilio (Marcelo Gaete) comienza a seducir a Teresa para convencerla de que declaren a Claudia incompetente y poder quedarse con su fortuna. 
La cocinera de la casa, Ángela (Amelia Requena) tiene un hijo Pablo (Leonardo Perucci) que gracias a les esfuerzos de su madre, ha terminado la carrera de medicina. El Dr. Mendoza viene a veces a visitar a su madre y siente curiosidad por la señorita que vive encerrada. Él cree que la invalidez de Claudia puede curarse e intenta acercarse, pero Claudia se niega ver a nadie. Un día Pablo consigue llegar hasta la ventana de Claudia y le deja una rosa en la repisa. De ahí surge una amistad y pronto el interés científico del médico es reemplazado por un interés sentimental que Claudia corresponde. Pablo se convertirá en el protector de Claudia ayudándola a recuperarse, defendiéndola de sus enemigos, y descubriendo quien fue el verdadero causante del accidente que la dejó inválida.

## Elenco
- Anita Klesky como Claudia Peña.
- Leonardo Perucci como Pablo Mendoza.
- María Eugenia Caviedes como Verónica Mendoza.
- Jorge Yáñez como Marcos Lizárraga.
- Eliana Vidal como Teresa Peña.
- Marcelo Gaete como Emilio.
- Amelia Requena como Ángela
- Maruja Cifuentes como Rosario
- Sara Astica como Verónica
- Gonzalo Palta como ?
- Fernando Larrañaga como ?

## Ficha Técnica
- Elaboración: Protab
- Creadora: Alma Bressan
- Guion: Alma Bressan